# محمد عبلة
محمد السيد عبلة (27 سبتمبر 1953)، فنان تشكيلي مصري من مواليد الدقهلية  ، وشارك في الايام الأولى للثورة 25 يناير وتواجد وسط الثوار وقام بتوثيق الثورة عن طريق الرسم.

## دراسته
- بكالوريوس كلية الفنون الجميلة قسم تصوير جامعة الإسكندرية 1977.
- دبلوم كلية الفنون الجميلة 1978.
- درس في كلية الفنون والصناعات (نحت) بزيورخ - سويسرا 1981.